# Corel Photo Album
Corel Photo Album är ett datorprogram som utvecklas av Corel Corporation. I programmet kan man organisera, redigera och titta på bilder och videoklipp. Man kan även skapa bildspel samt göra backup på sina bilder online. Version 7 kom 25 augusti 2008.